# Église Saint-Baudile de Nîmes
Pour les articles homonymes, voir Église Saint-Baudile.
L’église Saint-Baudile de Nîmes est une église de style néo-gothique située à Nîmes en France, dans le département du Gard et la région Occitanie.

## Historique
L'église fut bâtie entre 1867 et 1877 sur des plans de l'architecte bordelais Jean-Jules Mondet. Elle est dédiée à saint Baudile, martyr nîmois du IIIe siècle.

## Architecture
L'édifice est de style néo-gothique. Elle possède notamment deux clochers en façade surmontés de hautes flèches qui atteignent 70 mètres. À l'intérieur, la hauteur sous voûtes est de 20 mètres. En forme de croix latine, d'une longueur totale de 65 mètres pour 30 mètres de largeur au niveau du transept, c'est la plus grande église de Nîmes avec une capacité d'accueil de 3 000 personnes. Elle est d'ailleurs souvent confondue avec la cathédrale, qui se situe quant à elle au centre de l'Écusson. Les orgues sont de Vincent Cavaillé-Coll et les vitraux de Joseph Villiet, de l'Académie de Bordeaux. Les deux statues d'anges aux ailes déployées sont du sculpteur Léopold Morice. Dans le haut de la façade il y a une statue de saint Baudile portant l'épée et la palme de martyr, œuvre d'Auguste Bosc.
Dans son allure générale, l'église Saint-Baudile n'est pas sans rappeler l'église du Sacré-Cœur de Bordeaux, due au même architecte.

## Illustrations

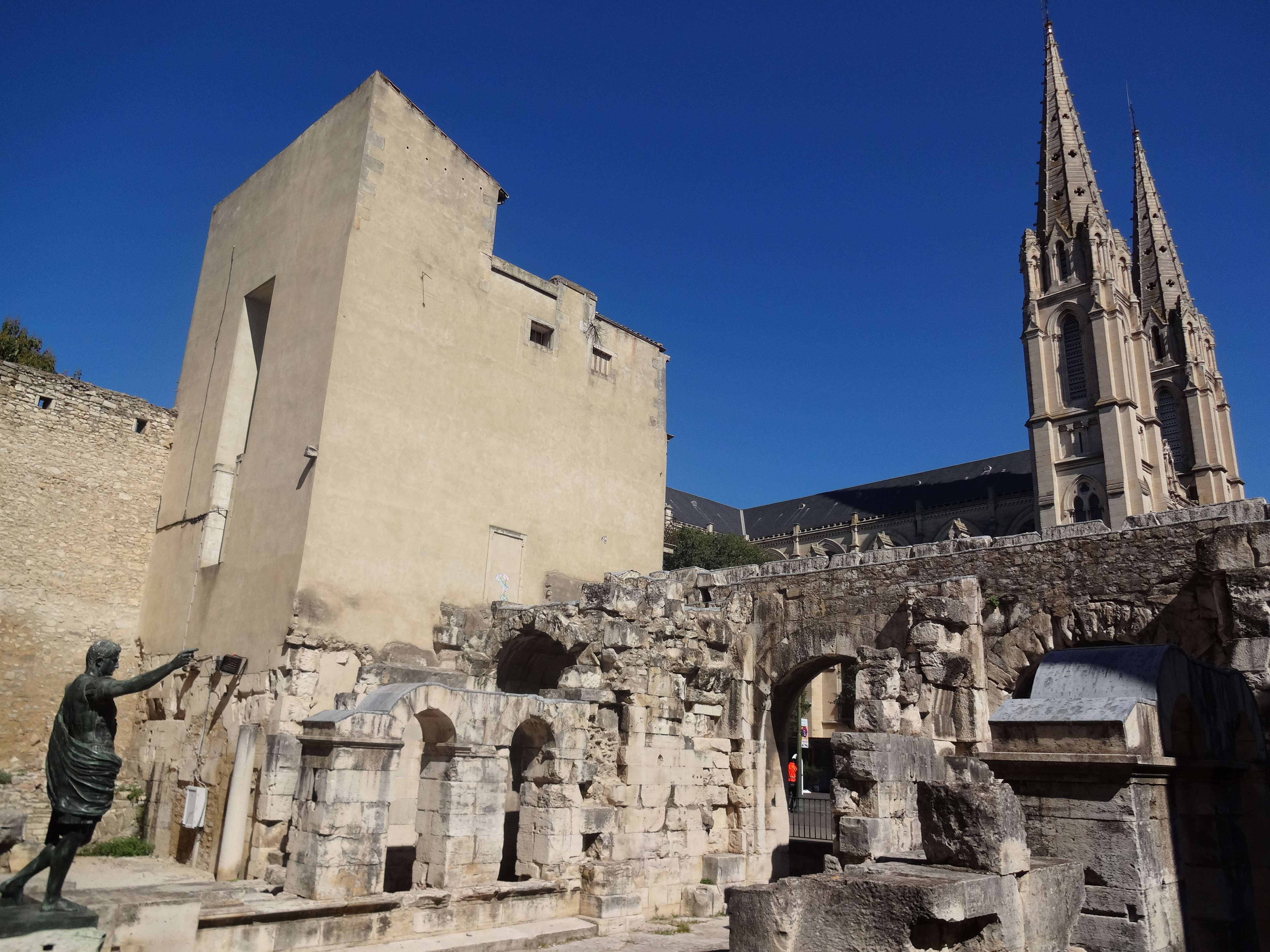
L'église et la porte d'Auguste
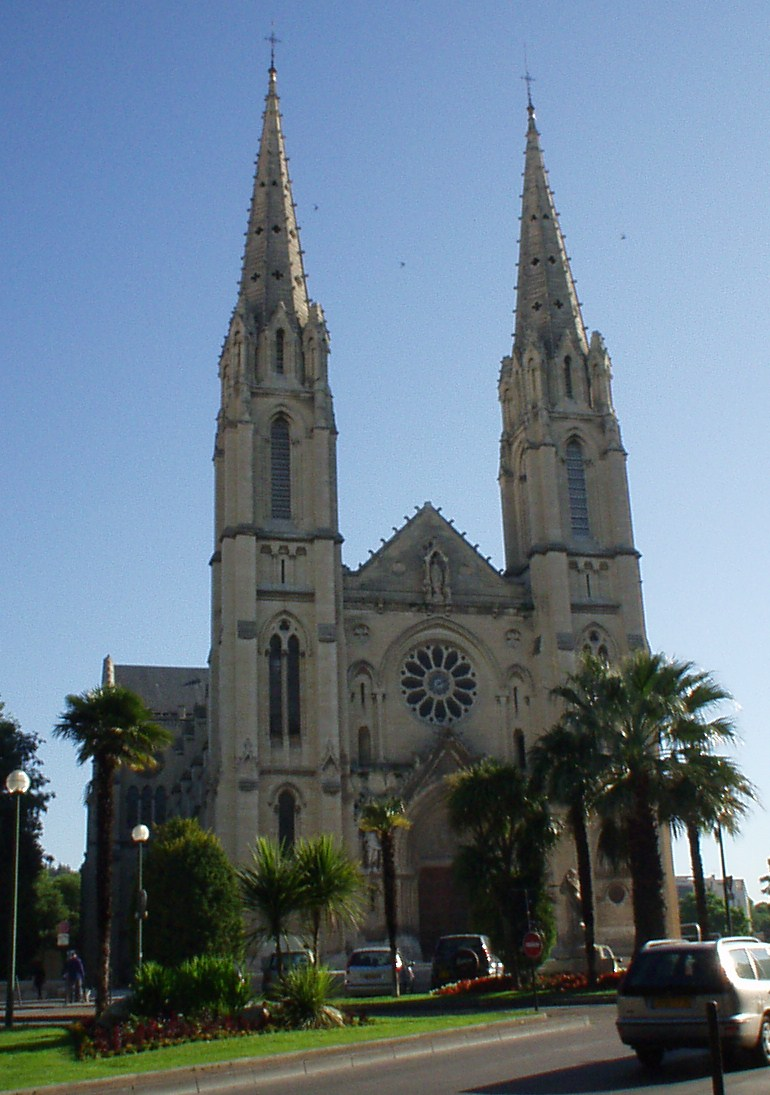
Façade

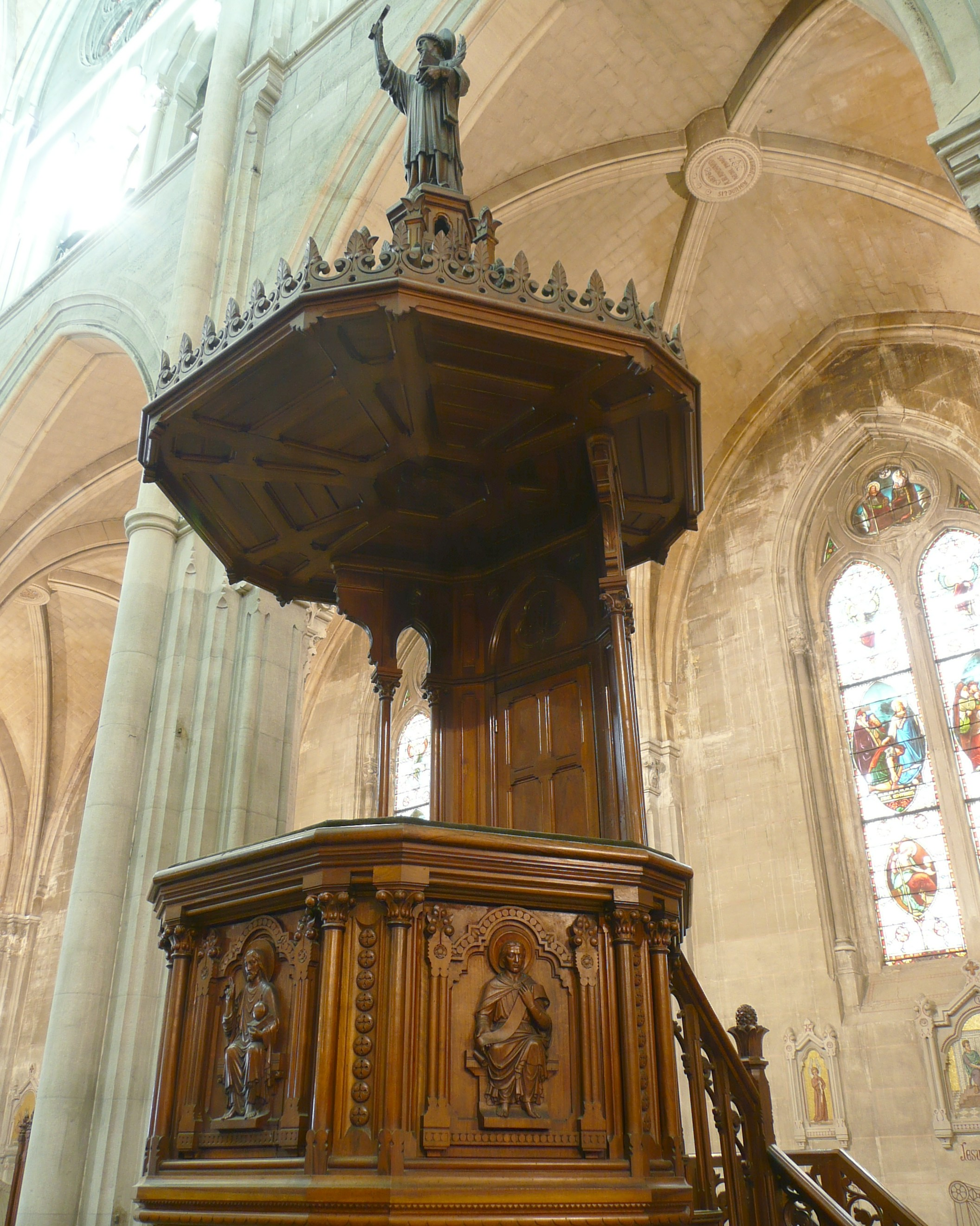
Chaire
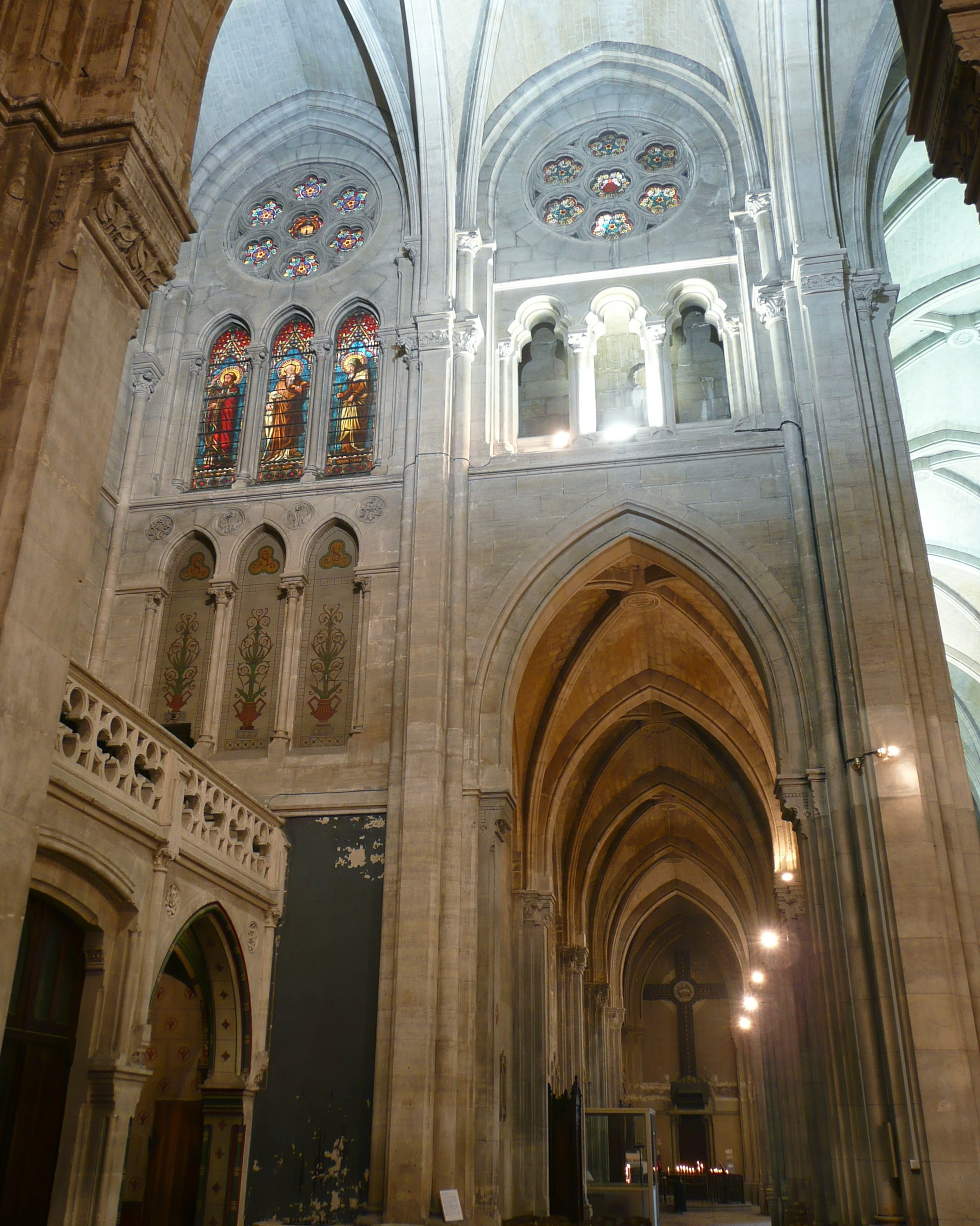
Collatéral sud
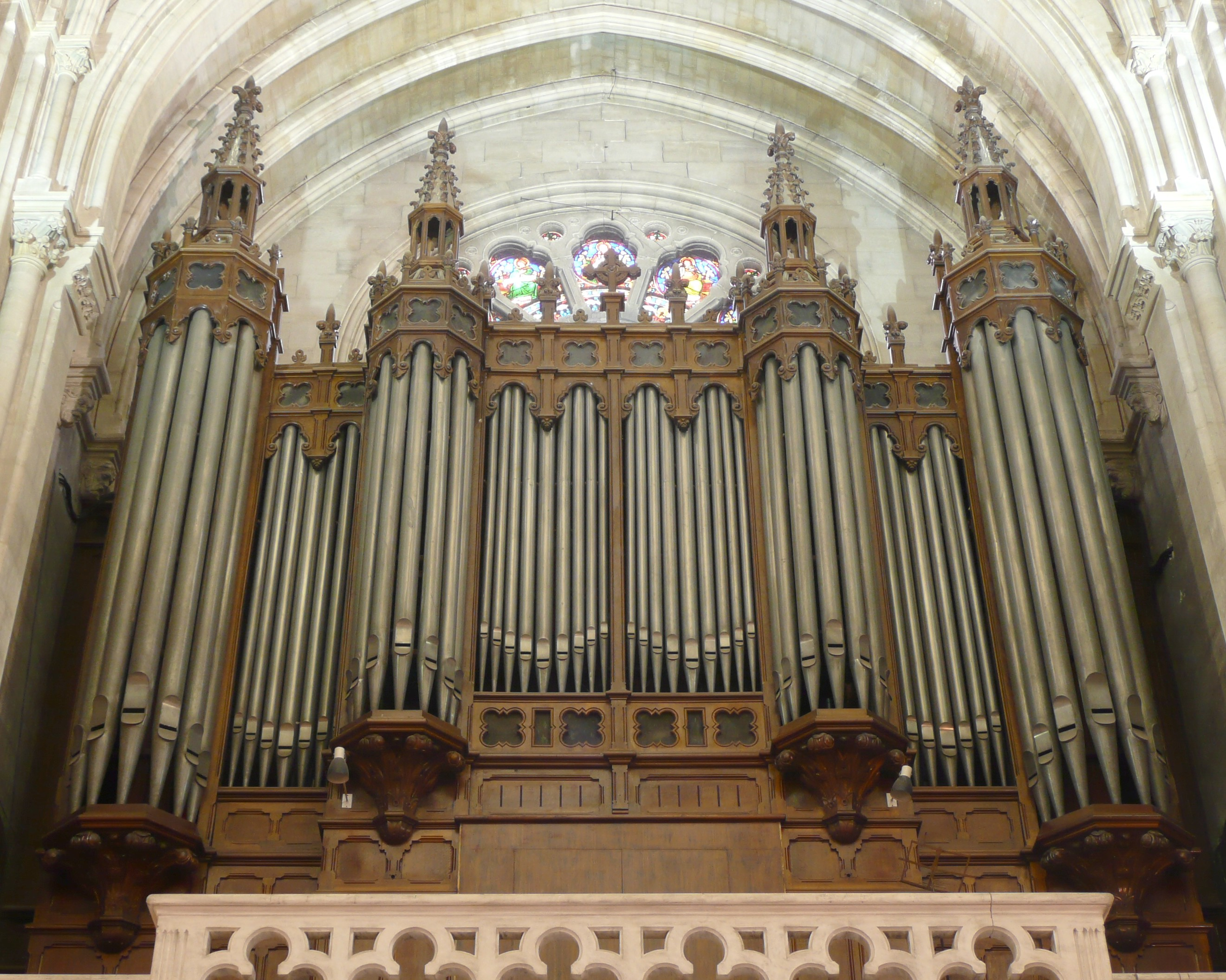
Orgue